# Chrotomys whiteheadi
Chrotomys whiteheadi is een knaagdier uit de familie Muridae dat voorkomt in de Central Cordillera van Luzon, in de provincies Kalinga, Benguet en Mountain Province, op 900 tot 2500 m hoogte.
Deze soort heeft een goed ontwikkelde rugstreep. De grootte is gemiddeld voor het geslacht. Het karyotype bedraagt 2n=38, FN=52.